# Poreče
Poreče (Duits: Parenzach) is een plaats in Slovenië en maakt deel uit van de gemeente Vipava in de NUTS-3-regio Goriška. De plaats telde 108 inwoners op 1 januari 2020.